# María Tovar (Squashspielerin)
María Paula Tovar Pérez (* 5. August 1998 in Bogotá) ist eine kolumbianische Squashspielerin.

## Karriere
María Tovar spielte bereits vereinzelt auf der PSA World Tour. Ihre höchste Platzierung in der Weltrangliste erreichte sie mit Rang 117 am 18. September 2023. Bei Weltmeisterschaften im Doppel belegte sie 2019 mit ihrer Schwester Laura den vierten Platz. 2018 wurde sie mit Laura Tovar im Doppel Vize-Panamerikameister und gewann Gold bei den Südamerikaspielen. Bei letzteren sicherte sie sich zudem Gold im Mannschaftswettbewerb sowie Bronze im Einzel. Im selben Jahren waren María und Laura Tovar auch bei den Zentralamerika- und Karibikspielen am Ende siegreich und wurden mit der Mannschaft Zweite. Bei den Panamerikanischen Spielen gewann sie 2019 ebenfalls mit ihrer Schwester im Doppel eine Medaille, dieses Mal Bronze. Zudem sicherte sie sich mit der Mannschaft Bronze. 2024 wurde Tovar im Mixed mit Matías Knudsen Panamerikameisterin und belegte mit der Mannschaft den zweiten Platz. Mit der kolumbianischen Nationalmannschaft nahm sie 2024 an der Weltmeisterschaft teil.

## Erfolge
- Vizepanamerikameisterin im Doppel: 2018 (mit Laura Tovar)
- Panamerikameisterin im Mixed: 2024 (mit Matías Knudsen)
- Vizepanamerikameisterin mit Mannschaft: 2024
- Panamerikanische Spiele: 2 × Bronze (Doppel und Mannschaft 2019)
- Südamerikaspiele: 4 × Gold (Doppel und Mannschaft 2018, Doppel und Mannschaft 2022), 1 × Bronze (Einzel 2018)
- Zentralamerika- und Karibikspiele: 1 × Gold (Doppel 2018), 1 × Silber (Mannschaft 2018)